# Schwarzwachtel
Die Schwarzwachtel (Melanoperdix nigra) ist eine Art aus der Familie der Fasanenartigen. Sie ist die einzige Art in der Gattung Melanoperdix und kommt ausschließlich in Südostasien vor.

## Erscheinungsbild
Schwarzwachteln erreichen eine Körperlänge von 24 bis 27 Zentimetern. Die Weibchen bleiben dabei etwas kleiner. Sie wiegen etwa 280 Gramm.
Schwarzwachteln haben einen auffälligen Sexualdimorphismus. Die Männchen haben ein überwiegend glänzend schwarzes Gefieder. Die Weibchen sind dagegen kastanienbraun. Kinn und Kehle, Bauch und die Unterschwanzdecken hellen in ein Ocker auf. Der Schnabel ist kurz und auffallend dick. Beim Männchen ist er schwarz, während die Weibchen dunkel hornfarbene Schnäbel haben. Die Augen sind dunkelbraun, die Beine sind graublau.

## Verbreitungsgebiet und Lebensraum
Das Verbreitungsgebiet der Schwarzwachteln ist Malaysia, Sumatra und Borneo. In der Region von Singapur fehlen sie mittlerweile. Sie besiedeln Regenwälder der Tiefebene auf der Malaiischen Halbinsel und Hänge auf Borneo. Auf Borneo kommen sie bis in Höhenlagen von 1.200 Metern vor.

## Lebensweise
Die Schwarzwachtel ist eine der am wenigsten erforschten Hühnervogelarten. Möglicherweise ist dies darauf zurückzuführen, dass die Schwarzwachtel ein sehr scheuer und wenig ruffreudiger Vogel ist. Sie wurde bislang sowohl einzeln auch als paarweise beobachtet. Auf Borneo wurden bislang fünf Nester gefunden mit Fundzeitpunkten im Januar, Mai und September. Auf Borneo wurden Dunenküken einmal im Oktober beobachtet, auf der Malaiischen Halbinsel dagegen bereits im August und Jungvögel im Zeitraum August bis September. Bei in menschlicher Obhut gepflegten Schwarzwachteln betrug die Gelegegröße fünf bis sechs Eier, die Brutzeit betrug 18 bis 19 Tage.

## Belege

### Einzelbelege
1. ↑  Madge et al., S. 234